# Duchy w maszynach

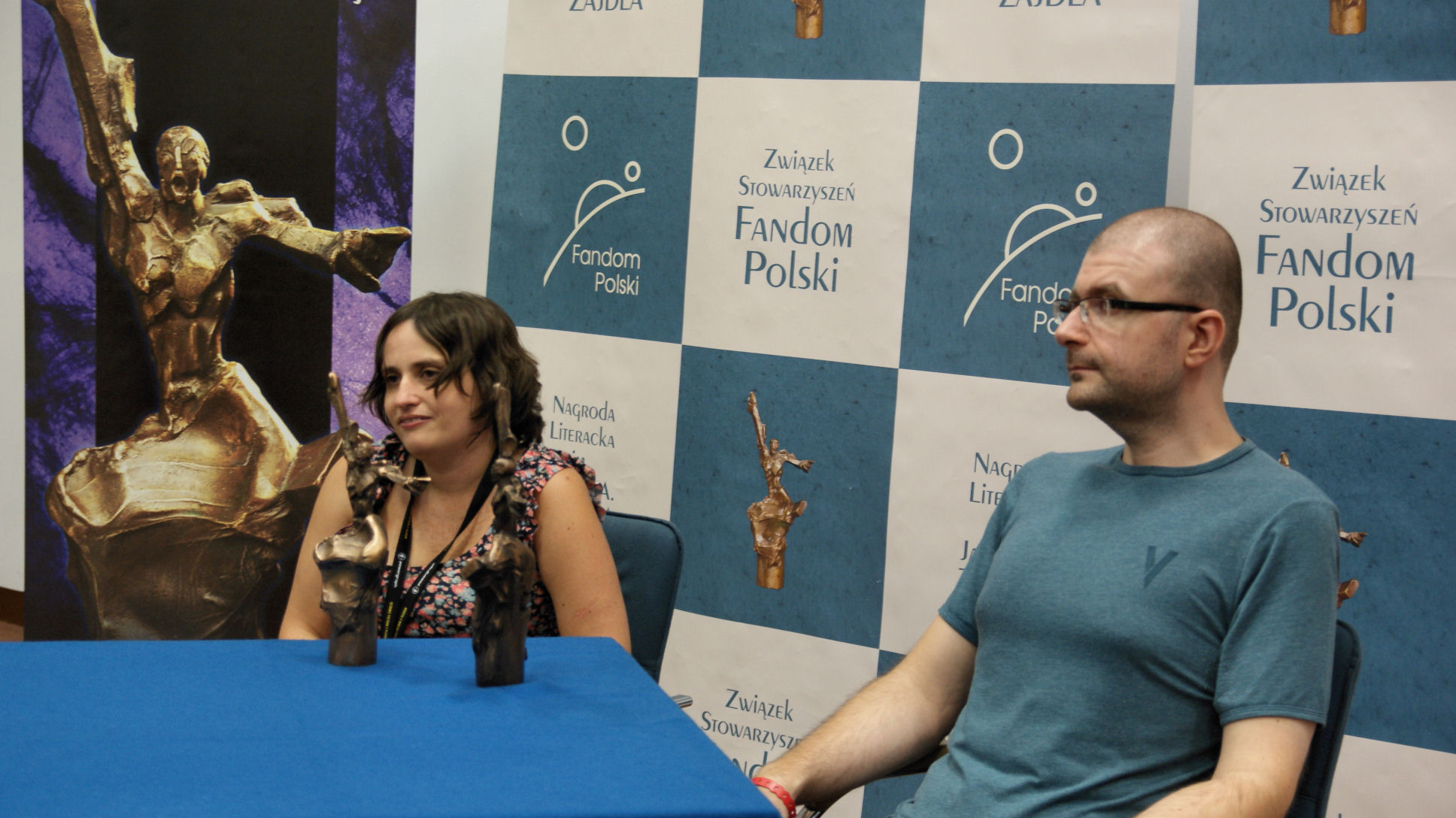
Anna Kańtoch i Jacek Dukaj – laureaci Nagrody Zajdla, Polcon 2011

Duchy w maszynach – opowiadanie fantastyczne Anny Kańtoch z 2010 roku, nagrodzone Nagrodą im. Janusza A. Zajdla.
Opowiadanie ukazało się po raz pierwszy w antologii Jeszcze nie zginęła wydanej przez Fabrykę Słów.
W 2011 na Polconie w Poznaniu Anna Kańtoch otrzymała za Duchy w maszynach Nagrodę im. Janusza A. Zajdla w kategorii najlepsze opowiadanie.
Opowiadanie było także publikowane w antologii Nagroda im. Janusza A. Zajdla 2011 oraz w autorskim zbiorze opowiadań Światy Dantego.

Stojąca na peronie kobieta nie wyglądała na martwą. To była pierwsza rzecz, na jaką ludzie zwracali uwagę, spotykając kogoś nieznanego – nie czy jest brzydki, czy ładny; nie czy budzi zaufanie, czy też wręcz przeciwnie.